# Pradosia verrucosa
Pradosia verrucosa là một loài thực vật có hoa trong họ Hồng xiêm. Loài này được Ducke miêu tả khoa học đầu tiên năm 1954.